# Jean Mouton
Jean Mouton, původním jménem Jean de Hollingue, byl francouzský hudební skladatel, narodil se poblíž Sameru kolem roku 1459 a zemřel v Saint-Quentinu 30. října 1522. Jeho jméno se v některých ortografiích vyskytuje jako Jehan de Hollingue či Houllingue.

## Život
Podobně jako Josquin des Prés, jehož byl přítelem a spolužákem, pocházel Jean Mouton ze severovýchodní Pikardie. Studoval v Saint-Quentinu spolu s Josquinem, kde se získal titul magister puerum.
Kolem roku 1483, se stal vedoucím zpěvákem v Nesle, a zde také přijal kněžské svěcení. Od roku 1499 řídil po dva roky pěvecký sbor při katedrále v Amiens, aniž byl jmenován kapelníkem. Poté se stal kanovníkem katedrály v Thérouanne, aby roku 1501 získal místo v kolegiátním kostele sv. Ondřeje v Grenoblu, který však roku 1502 bez svolení opustil. Není pochyb o tom, že důvodem k odchodu z rodného kraje byl vstup do služeb francouzské koruny jako zpěvák. Stal se členem kapely Anny Bretaňské (manželky Ludvíka XII.), který se roku 1509 přimluvil, aby mu byl udělen kanonikát u svatého Ondřeje v Grenoblu.
Oblíbený hudebník Anny Bretaňské, již královny Francie, v jejích službách podnikl cestu do Grenoblu a roku 1505 se stal dvorním kapelníkem. Roku 1510, v jedno ze svých Moteto, Non nobis domine, oslavuje narození dcery Ludvíka XII. a Anny. Po smrti Anny Bretaňské v roce 1514, (k této události napsal moteto Quis dabit), se stal kapelníkem také ve službách Ludvíka XII., poté Františka I., pro jehož korunovaci zkomponoval moteto Domine salvum fac regem.

## Působení v Itálii
Když odjížděl do Milána, měl již díky svému příteli Josquinovi v Itálii již několik let velmi dobré jméno. Skládal hudbu pro slavnostní příležitosti, jako např. Boloňský mír v roce 1515 a stal se tak oblíbeným italským skladatelem, zejména na dvoře ferrarského vévody, stejně jako v Římě, či Benátkách. Stal se za svého života po Josquinovi nejkopírovanějším a nejvydávanějším skladatelem počátku 16. století, zejména v Itálii.

Byl zvolen za kanovníka u sv. Quentina v roce 1518, kde také roku 1522 zemřel. Dostalo se mu kolegiátních poct Saint-Quentin, a zde byl také pohřben. Na jeho hrobě je nápis: 
| „ | „En son vivant chantre du roy, chanoine de Thérouanne et de cette église“ / („Za svého života královský zpěvák, kanovník z Teruany a tohoto kostela.“) | “ |

Byl zmiňován takovými tvůrci, jako např. Rabelais, v úvodu Čtvrté knihy z roku 1552, či Pierrem Maillardem v Tons et discours sur les modes de musique z roku 1610. Jeho hudební vliv na římské či benátské skladatele očividný (Adrian Willaert, taktéž rodák z Pikardie, jehož dílo je příliš rozsáhlé, aby byl jeho odkaz přenesen), že je považován za jednoho z otců těchto dvou renesančních škol. Jeho dílo je dodnes provozováno papežskou kapelou v Římě.